# Janni Olsson
Janni Olsson, född 22 mars 1985, är en svensk programledare, skådespelare, producent, fotomodell och friluftsskribent, verksam i Japan. 
Hon är skaparen av, och även programledare och producent för frilufts tv-serien Getting Dirty in Japan, som började sändas på Amazon Prime Video i Japan, och på Tubi i Nordamerika 2023.  Hon är även känd för sina insatser i de japanska TV-programmen, Trails to Oishii Tokyo (tidigare Trails to Tsukiji), Journeys in Japan, Cycle Around Japan, och J-Trip Plan på NHK World - Japan. Olsson spelar karaktären Alena Treasurehunter i Amazon Prime serien The Benza, och uppföljaren Benza English och även video spelet The Benza RPG. 
Olsson jobbar även som friluftsskribent och modell i Japan, och förekommer ofta i ledande friluftstidningar så som BE-PAL, PEAKS och GARVY.  Hennes passion för det svenska och japanska friluftslivet har gett henne smeknamnet “The Swedish Outdoor Girl” i japanska medier.

## Karriär
Olsson började sin karriär inom underhållningsindustrin på en nöjespark i Sverige där hon uppträdde i maskotkostym under tio år. Hennes modellkarriär drog igång då hon blev upptäckt under sin tid som utbytesstudent vid Gakugei University i Tokyo.
Genombrottet kom då hon gjorde sitt första framträdande på det japanska TV-programmet Trails to Oishii Tokyo (även kallat Trails to Tsukiji). Hon har sedan dess arbetat med flera japanska mat- och reseprogram.
År 2018 gick hon med i det enskilda produktionsbolaget Tokyo Cowboys, då de drog igång produktionen av The Benza där hon medverkar i rollen som Alena. Följande år vann hon pris för Bästa kvinnliga biroll på Seoul Webfest 2019 för sin insats.

## Privatliv
Olsson har ett stort intresse för sport och friluftsliv, och vandrar gärna i berg och skog samt paddlar kanot. Hon utövar även sporter som bouldering och cykling. Hon har även flera års erfarenhet av Wing Chun. Hennes intresse i natur och friluftsliv ledde till att hon tog överlevnadskurser, inkluderat en intensiv överlevnadskurs vid Bushcraft Denmark. Hon är även en certifierad "Onsen Somelier" och "Sauna, Spa & Wellness Advisor". 
Hennes intresse för friluftsaktiviteter ledde till att hon började skriva som friluftsskribent för japanska friluftstidningar som BE-PAL och GARVY. Hon har fått smeknamnet ”The Swedish Outdoor Girl” (sueeden no autodoa gaaru) i japanska medier, då hon skriver inte bara om det japanska friluftslivet, utan även om det skandinaviska.

## Filmografi
| År           | Titel                                                                                  | Roll                 | Notering                           | Referenser |
| ------------ | -------------------------------------------------------------------------------------- | -------------------- | ---------------------------------- | ---------- |
| 2024         | Gaikokujin ga erabu nihon no onsenchi sousenkyo (外国人が選ぶ好きな日本の温泉地総選挙) |                      | Studio gäst                        | [ 17 ]     |
| 2023         | Nippon hyakumeizan (にっぽんの百名⼭)                                                  |                      | Reporter                           | [ 18 ]     |
| 2023         | Getting Dirty in Japan (ゲッティング・ダーティ・イン・ジャパン)                        |                      | Programledare, producent & skapare | [ 14 ]     |
| 2023         | Journeys in Japan "Amami Oshima: Beauty in the Rain"                                   |                      | Reporter                           | [ 16 ]     |
| 2023         | CYCLE AROUND JAPAN                                                                     |                      | Reporter                           | [ 19 ]     |
| 2023         | The Masterfully Marbled World of Japanese Wagyu Beef                                   |                      | Reporter                           | [ 20 ]     |
| 2022-2023    | Waruiko atsumare (ワルイコあつまれ)                                                    | Assistant            |                                    | [ 21 ]     |
| 2022         | Gojinimuchuu (5時に夢中!)                                                              |                      | Reporter                           | [ 22 ]     |
| 2022 - Nutid | BOSAI: Be Prepared                                                                     |                      | Reporter                           | [ 23 ]     |
| 2022         | Asagaya Apartment （阿佐ヶ谷アパートメント）                                           |                      | Studio gäst                        | [ 24 ]     |
| 2020         | Sekai ga hoshii mono ni afureteiru (世界はほしいモノにあふれている)                    |                      | Studio gäst                        | [ 25 ]     |
| 2020         | At One with Nature National Parks of Japan                                             |                      | Reporter                           | [ 26 ]     |
| 2020         | Benza English                                                                          | Alena Treasurehunter |                                    | [ 27 ]     |
| 2019         | The Benza                                                                              | Alena Treasurehunter |                                    | [ 28 ]     |
| 2019         | Nippon hyakumeizan special (にっぽんの百名⼭スペシャル)                                |                      | Reporter                           | [ 29 ]     |
| 2018         | Prime News Evening (プライムニュース イブニング)                                       |                      | Reporter                           | [ 30 ]     |
| 2018         | Tokyo Eye 2020                                                                         |                      | Reporter                           | [ 31 ]     |
| 2018         | J-Trip Plan                                                                            |                      | Reporter                           | [ 32 ]     |
| 2017-2018    | Yojimo!Shibugoji (四時も!シブ五時)                                                     |                      | Reporter/ Studio gäst              | [ 33 ]     |
| 2017         | Doki Doki! ワールドTV                                                                  |                      | Reporter/ Studio gäst              | [ 34 ]     |
| 2016 - Nutid | Trails to Oishii Tokyo (former Trails to Tsukiji)                                      |                      | Reporter                           | [ 35 ]     |

## Magasin
| Year | Title | Notes             | Ref(s) |
| ---- | --- | ----------------- | ------ |
| 2023 | Outdoor Japan utgåva 87 「Getting Dirty in Japan」                                                                 | Intervju          | [ 36 ] |
| 2023 | NHK Publishing 「スウェーデンの人が英語も話せる理由は？【英会話タイムトライアル】」                                | Intervju          | [ 37 ] |
| 2022 | Liniere Aug utgåva「Outdoor with Nordic Style 北欧スタイルに学ぶ自然に親しむアウトドア」                           | Intervju & modell | [ 38 ] |
| 2022 | TRANSIT utgåva 56「いつか泊まりたい、世界の山の宿」                                                                | Skribent          | [ 39 ] |
| 2022 | English Journal Mars utgåva「世界で輝く女性たちの言葉」                                                            | Intervju          | [ 40 ] |
| 2022 | Anan Mars utgåva 「私たちが見てきた世界と日本のSDGs」                                                              | Intervju          | [ 41 ] |
| 2022 | GOODSPRESS Okt utgåva 「キャンプ＆アクティビティに取り入れたい“アウトドア・フィーカ”【趣味と遊びの秘密基地ギア】」 | Intervju          | [ 42 ] |
| 2022 | Be-Pal Okt utgåva                                                                                                  | Modell            | [ 43 ] |
| 2021 | 週刊新潮【異邦人のグルメ】utgåva 96                                                                                | Intervju          | [ 44 ] |
| 2021 | Liniere Dec utgåva「北欧から届いた暮らしのアイデア」                                                               | Intervju & modell | [ 45 ] |
| 2021 | PAPERSKY Nov utgåva 「Old Japanese Highway歩いて旅する、日本の古道 祖谷街道トレイル」                              | Modell            | [ 46 ] |
| 2019 | BE-PAL Dec utgåva 「本格的北欧式サウナに北欧ガールが入ってみた！」                                                 | Intervju & modell | [ 47 ] |
| 2019 | BE-PAL Aug utgåva 「ヤンニ・オルソンの北欧アウトドアのススメ」                                                     | Skribent & modell | [ 48 ] |
| 2019 | BE-PAL Maj utgåva                                                                                                  | Modell & intervju | [ 49 ] |
| 2019 | PEAKS Mars utgåva 「日本で見つけた登山の魅力と癒やし」                                                             | Intervju          | [ 50 ] |
| 2017 | GARVY Okt/Nov utgåva 「 全身で自然と戯れるボルダリング×キャンプ 」                                                 | Modell            | [ 51 ] |
| 2017 | GARVY Sep utgåva 「ヤンニのアウトドア日記・燕岳・北燕を歩く」                                                      | Skribent & Modell | [ 52 ] |
| 2017 | GARVY April utgåva 「服と冒険とガール・スリルと春を探して西伊豆林道ドライブ」                                      | Modell            | [ 53 ] |

### Kolumn i tidskrift
| Year         | Title                | Notes             | Ref(s) |
| ------------ | -------------------- | ----------------- | ------ |
| 2017         | GARVY （ガルヴィ）   | Skribent & Modell | [ 54 ] |
| 2018 - nutid | BE-PAL （ビーパル）  | Skribent & Modell | [ 55 ] |
| 2023         | Liniere （リンネル） | Skribent & Modell | [ 56 ] |

## Radio
| Year | Title                               | Notes     | Ref(s)        |
| ---- | ----------------------------------- | --------- | ------------- |
| 2023 | NHK Radio 英会話タイムトライアル    | Navigator | [ 37 ] [ 57 ] |
| 2023 | FM Yokohama The Burn                | Interview | [ 58 ]        |
| 2023 | FM Yokohama SUNSTAR WEEKEND JOURNEY | Interview | [ 59 ]        |

## Musikal
| Year | Title  | Role           | Notes | Ref(s) |
| ---- | ------ | -------------- | ----- | ------ |
| 2019 | SIGNS! | Flertal roller |       | [ 60 ] |

## Video spel
| Year | Title         | Role                 | Notes             | Ref(s) |
| ---- | ------------- | -------------------- | ----------------- | ------ |
| 2021 | The Benza RPG | Alena Treasurehunter | Röst skådespelare | [ 61 ] |

## Priser

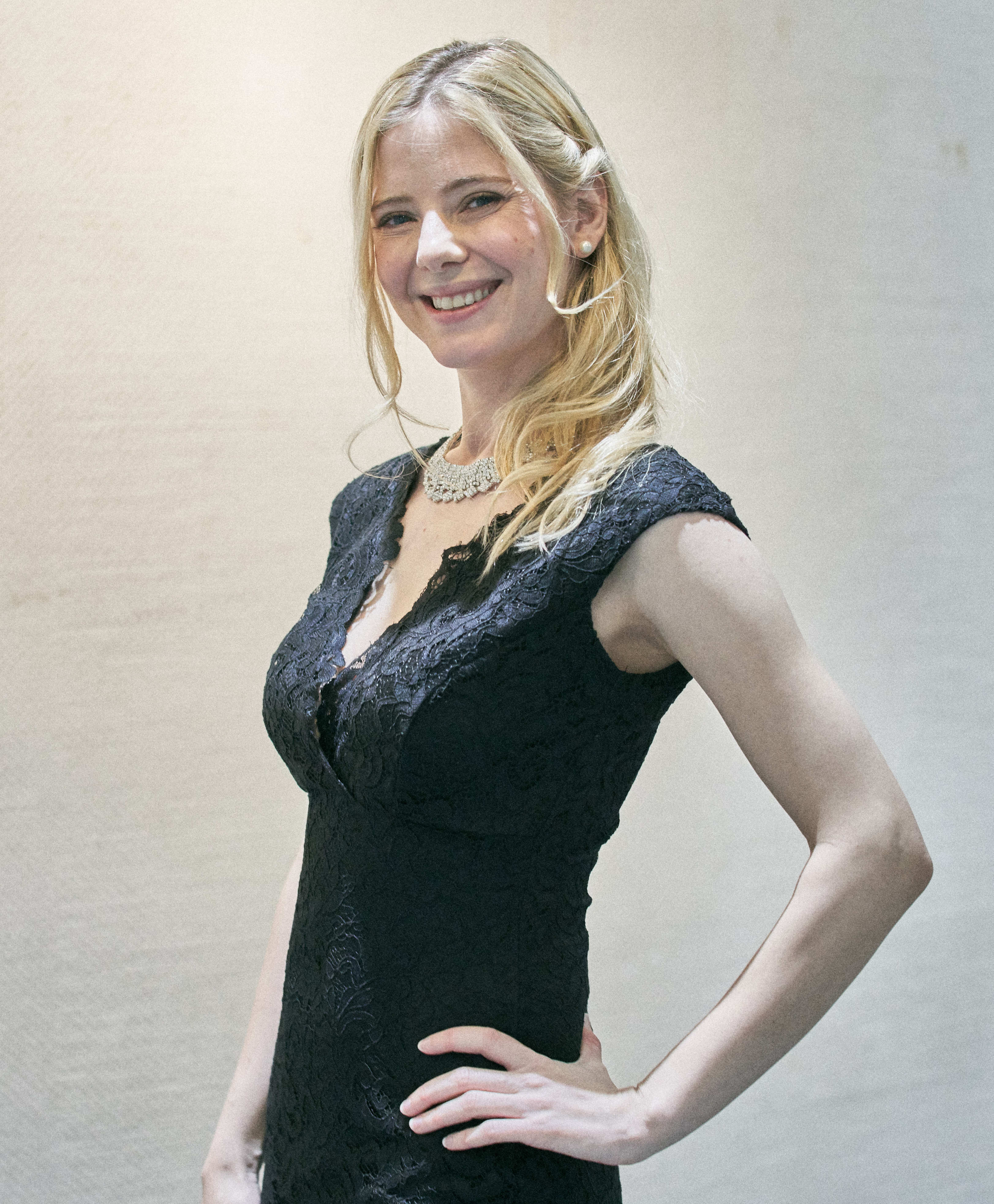
Janni Olsson Benza English Premiere

| Year | Award                                  | Category                            | Role                        | Result | Ref.   |
| ---- | -------------------------------------- | ----------------------------------- | --------------------------- | ------ | ------ |
| 2019 | Festigious International Film Festival | Best Ensemble Cast                  | Alena – The Benza           | Vann   | [ 62 ] |
| 2019 | Festigious International Film Festival | Best Original Song "Running Around" | Self – The Benza Soundtrack | Vann   | [ 62 ] |
| 2019 | Seoul Webfest                          | Best Supporting Actress             | Alena – The Benza           | Vann   | [ 19 ] |